# As Quatro Estações ao Vivo
As Quatro Estações - Ao Vivo é o terceiro álbum ao vivo da banda brasileira de rock Legião Urbana, lançado em 2004. O disco foi gravado a partir de dois shows realizados no Estádio Palestra Itália, em São Paulo, nos dias 11 e 12 de Agosto de 1990 (exceto "Se Fiquei Esperando Meu Amor Passar", que foi gravada no Ginásio Mineirinho, em Belo Horizonte), durante a turnê do disco As Quatro Estações.
Os áudios dos dois shows foram registrados direto da mesa de som, em 24 canais, algo novo e raro na época. As fitas foram recuperadas pelo jornalista Marcelo Froés somente uma década depois e o projeto foi tocado por Jorge Davidson, que retornava à EMI Music como diretor artístico. Os integrantes vivos (Dado Villa-Lobos (guitarra) e Marcelo Bonfá (bateria), bem como o ex-empresário da banda Rafael Borges, reuniram-se para dirigir a criação do álbum.
O disco foi lançado sem autorização da família de Renato Russo; seu pai, também Renato, morreu na época da produção.

## Informação das faixas e dos shows
Durante as apresentações, o vocalista e violonista Renato Russo, que morreria seis anos depois, fez diversos comentários críticos ao então presidente do Brasil, Fernando Collor de Mello, mas a maioria deles acabou cortada do disco. Foi mantido um comentário em "1965 (Duas Tribos)", uma crítica sutil à ditadura militar brasileira no final de "O Reggae" e uma crítica à então recém-iniciada Guerra do Golfo na abertura do disco, logo antes de "Fábrica". Segundo Marcelo, a remoção das frases incomodou a família de Renato, que via na interação dele com o público o elemento mais peculiar do músico no palco.
Antes de tocar "Pais e Filhos", Renato respondeu a uma afirmação de Paulinho Moska, que na véspera havia dito que "Uma Barata Chamada Kafka", canção de sua banda Inimigos do Rei, era tão boa quanto "Pais e Filhos": "(...) essa música é dedicada a todas as pessoas que acham que barata é mais importante do que a pessoa que a gente ama".
O segundo CD abre com Renato comandando a passagem de som da banda e termina com ""Índios"", seguida de dez minutos de silêncio e um bis com "Faroeste Caboclo".

## Lista de faixas
Fonte dos créditos de composição:
| As Quatro Estações ao Vivo – Disco 1 |                                       |                                                                                     |         |  |
| N.º                                  | Título                                | Compositor(es)                                                                      | Duração |  |
| 1.                                   | "Fábrica"                             | Renato Russo                                                                        | 4:30    |  |
| 2.                                   | "Daniel na Cova Dos Leões"            | Renato Russo; Renato Rocha                                                          | 3:20    |  |
| 3.                                   | "O Reggae"                            | Renato Russo; Marcelo Bonfá                                                         | 5:01    |  |
| 4.                                   | "Há Tempos"                           | Dado Villa-Lobos, Renato Russo, Marcelo Bonfá                                       | 3:00    |  |
| 5.                                   | "Meninos e Meninas"                   | Dado Villa-Lobos; Renato Russo; Marcelo Bonfá                                       | 4:38    |  |
| 6.                                   | "Pais e Filhos/ Stand by Me"          | Dado Villa-Lobos; Renato Russo; Marcelo Bonfá/ Mike Stoller; Jerry Leiber; Ben King | 6:58    |  |
| 7.                                   | "Maurício/ She Loves You"             | Dado Villa-Lobos; Renato Russo; Marcelo Bonfá/ John Lennon; Paul McCartney          | 3:58    |  |
| 8.                                   | "Feedback Song for a Dying Friend"    | Dado Villa-Lobos; Renato Russo; Marcelo Bonfá                                       | 4:05    |  |
| 9.                                   | "1965 (Duas Tribos)"                  | Dado Villa-Lobos; Renato Russo; Marcelo Bonfá                                       | 5:35    |  |
| 10.                                  | "Monte Castelo"                       | Renato Russo                                                                        | 4:28    |  |
| 11.                                  | "Se Fiquei Esperando Meu Amor Passar" | Dado Villa-Lobos; Renato Russo; Marcelo Bonfá                                       | 4:37    |  |
| Duração total:                       | Duração total:                        | Duração total:                                                                      | 51:50   |  |

| As Quatro Estações ao Vivo – Disco 2 | | |         |  |
| N.º                                  | Título | Compositor(es) | Duração |  |
| 1.                                   | "Ainda É Cedo/ Gimme Shelter/ Pretty Vacant/ Satisfaction/ Jumping Jack Flash/ Rock Around the Clock/ Blue Suede Shoes" | Villa-Lobos; Ico Ouro Preto; Russo; Bonfá/ Keith Richards; Mick Jagger/ Glen Matlock; Johnny Rotten; Paul Cook; Steve Jones/ Keith Richards; Mick Jagger/ Keith Richards; Mick Jagger/ Jimmy De Knight; Max C. Freedman/ Carl Lee Perkings | 9:45    |  |
| 2.                                   | "Geração Coca-Cola" | Renato Russo | 4:41    |  |
| 3.                                   | "Eu Sei" | Renato Russo | 3:31    |  |
| 4.                                   | "Angra dos Reis" | Renato Russo; Renato Rocha; Marcelo Bonfá | 4:53    |  |
| 5.                                   | "Tempo Perdido" | Renato Russo | 3:56    |  |
| 6.                                   | "Soldados/ Help/ Ball and Chain"                                                                                        | Renato Russo; Marcelo Bonfá/ John Lennon; Paul McCartney/ Willie Mae Thornton | 9:26    |  |
| 7.                                   | "Quase Sem Querer" | Dado Villa-Lobos; Renato Russo; Renato Rocha | 4:05    |  |
| 8.                                   | "Será" | Dado Villa-Lobos; Renato Russo; Marcelo Bonfá | 4:24    |  |
| 9.                                   | ""Índios"/ Faroeste Caboclo"                                                                                            | Renato Russo/ Renato Russo | 28:27   |  |
| Duração total:                       | Duração total: | Duração total: | 73:08   |  |

| As Quatro Estações ao Vivo – Disco simples |                                        |                                                                                     |         |  |
| N.º                                        | Título                                 | Compositor(es)                                                                      | Duração |  |
| 1.                                         | "Fábrica"                              | Renato Russo                                                                        | 4:30    |  |
| 2.                                         | "Daniel na Cova dos Leões"             | Renato Russo; Renato Rocha                                                          | 3:20    |  |
| 3.                                         | "O Reggae/ Plantas Embaixo do Aquário" | Renato Russo; Marcelo Bonfá/ Dado Villa-Lobos; Renato Russo                         | 5:01    |  |
| 4.                                         | "Há Tempos"                            | Dado Villa-Lobos; Renato Russo; Marcelo Bonfá                                       | 3:00    |  |
| 5.                                         | "Meninos e Meninas"                    | Dado Villa-Lobos; Renato Russo; Marcelo Bonfá                                       | 3:35    |  |
| 6.                                         | "Pais e Filhos/ Stand by Me"           | Dado Villa-Lobos; Renato Russo; Marcelo Bonfá/ Mike Stoller; Jerry Leiber; Ben King | 6:58    |  |
| 7.                                         | "Maurício/ She Loves You"              | Dado Villa-Lobos; Renato Russo; Marcelo Bonfá/ John Lennon; Paul McCartney          | 3:58    |  |
| 8.                                         | "Feedback Song for a Dying Friend"     | Dado Villa-Lobos; Renato Russo; Marcelo Bonfá                                       | 4:05    |  |
| 9.                                         | "1965 (Duas Tribos)"                   | Dado Villa-Lobos; Renato Russo; Marcelo Bonfá                                       | 5:14    |  |
| 10.                                        | "Monte Castelo"                        | Renato Russo                                                                        | 4:28    |  |
| 11.                                        | "Geração Coca-Cola"                    | Renato Russo                                                                        | 2:35    |  |
| 12.                                        | "Angra dos Reis"                       | Dado Villa-Lobos; Renato Russo; Marcelo Bonfá                                       | 4:44    |  |
| 13.                                        | "Soldados/ Help/ Ball and Chain"       | Renato Russo; Marcelo Bonfá/ John Lennon; Paul McCartney/ Willie Mae Thornton       | 9:26    |  |
| 14.                                        | "Se Fiquei Esperando Meu Amor Passar"  | Dado Villa-Lobos; Renato Russo; Marcelo Bonfá                                       | 4:37    |  |
| 15.                                        | "Quase Sem Querer"                     | Dado Villa-Lobos; Renato Russo; Marcelo Bonfá                                       | 5:41    |  |
| 16.                                        | ""Índios""                             | Renato Russo                                                                        | 4:38    |  |

## Formação
Fonte:
- Renato Russo - voz
- Dado Villa-Lobos - guitarra
- Marcelo Bonfá - bateria e percussão
- Fred Nascimento - violão
- Bruno Araújo - baixo elétrico
- Mú Carvalho - teclados

## Vendas e certificações
| País                       | Certificação |
| -------------------------- | ------------ |
| Brasil (Pro-Música Brasil) | Platina      |